# (184) Дейопея
(184) Дейопея (лат. Dejopeja) — это довольно светлый астероид главного пояса, принадлежащий к спектральному классу M. Он был открыт 28 февраля 1878 года австрийским астрономом Иоганном Пализой в обсерватории Пула и назван в честь нимфы Дейопеи в римской мифологии.

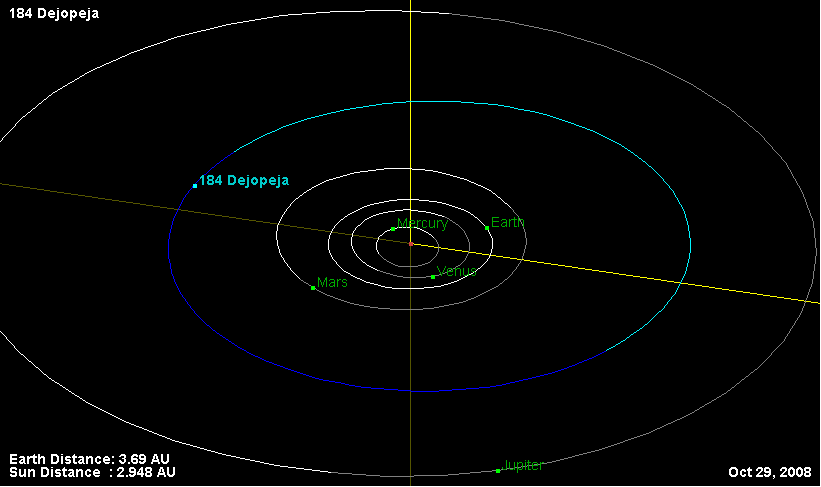
Орбита астероида Дейопея и его положение в Солнечной системе